# Tumuli van het Zoniënwoud

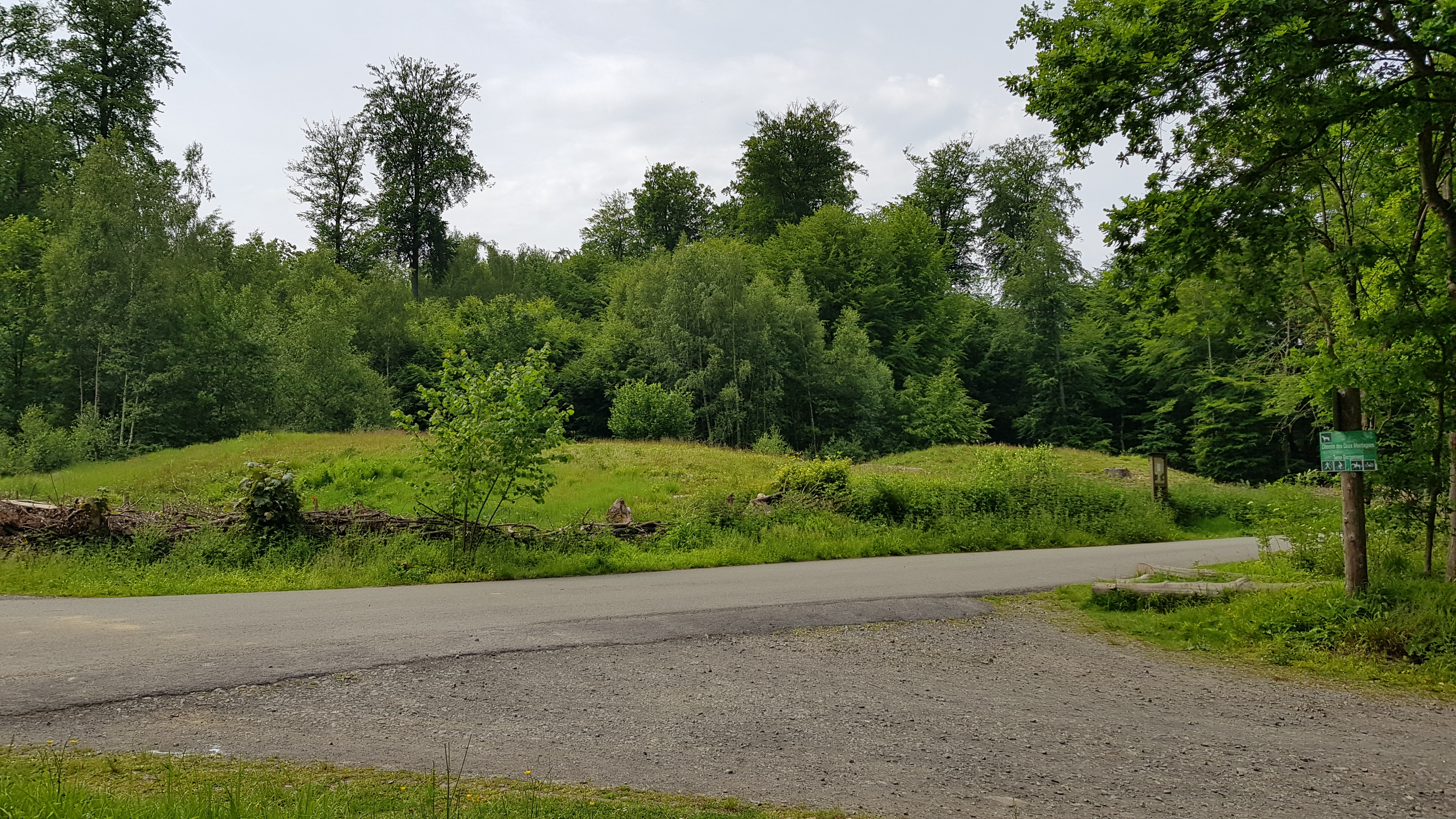
De grafheuvels in juni 2019

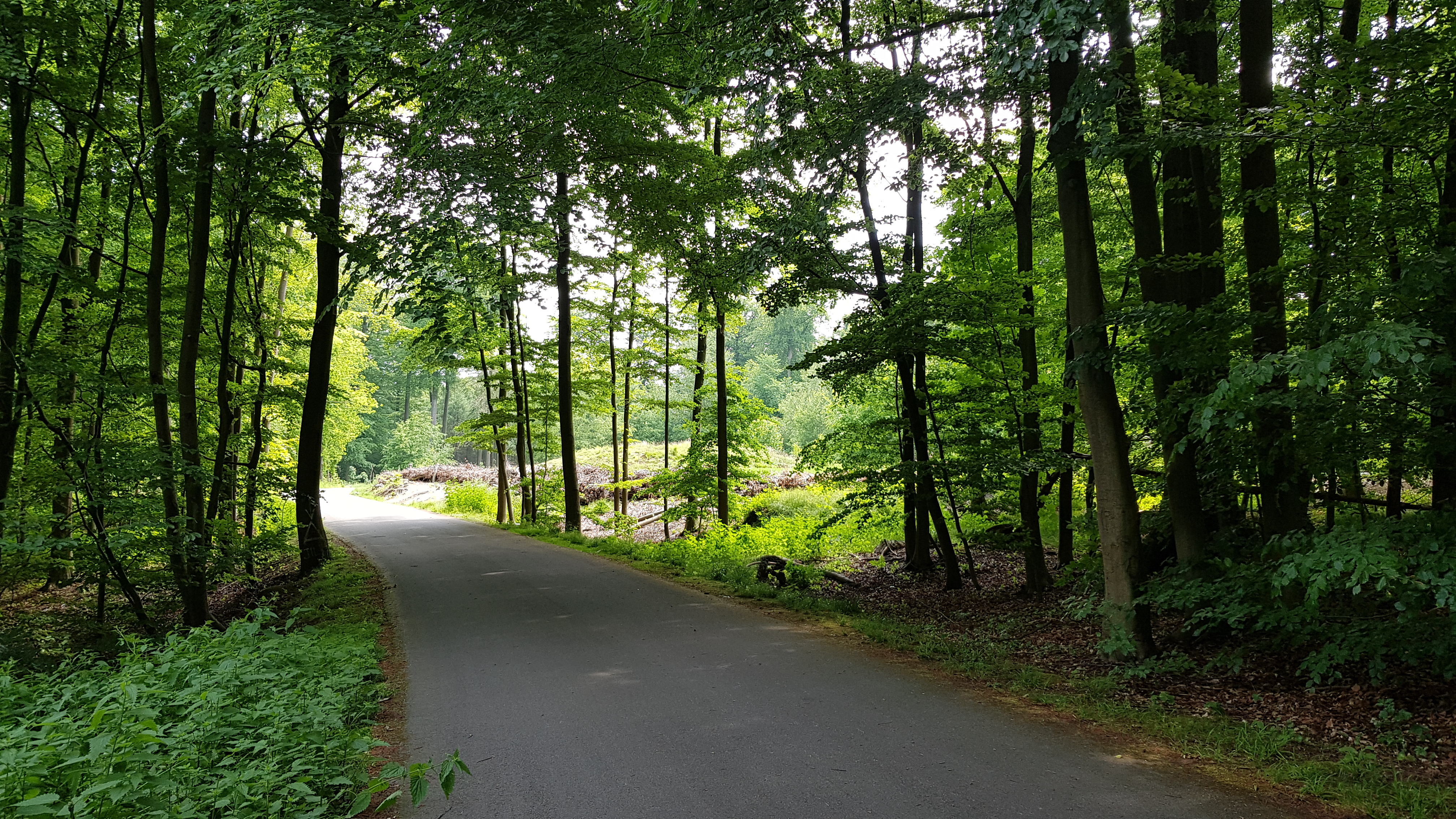
De grafheuvels gezien vanuit het bos

De tumuli van het Zoniënwoud zijn twee historische grafheuvels gelegen in de Belgische gemeente Watermaal-Bosvoorde in het Brussels Hoofdstedelijk Gewest. De grafheuvels zijn gelegen ten zuidwesten van Bosvoorde in het Zoniënwoud aan de kruising van de Tumuliweg met de Tweebergenweg.

## Geschiedenis
De oudste bekende structuren in het Zoniënwoud stammen uit het neolithicum. Uit welke tijd de grafheuvels stammen is niet bekend. Ze zouden uit dezelfde tijd kunnen dateren als de neolithische omwalling die in de buurt gelegen is of ze stammen mogelijk uit de Romeinse tijd.
In 2002 werden de grafheuvels als archeologische site erkend.

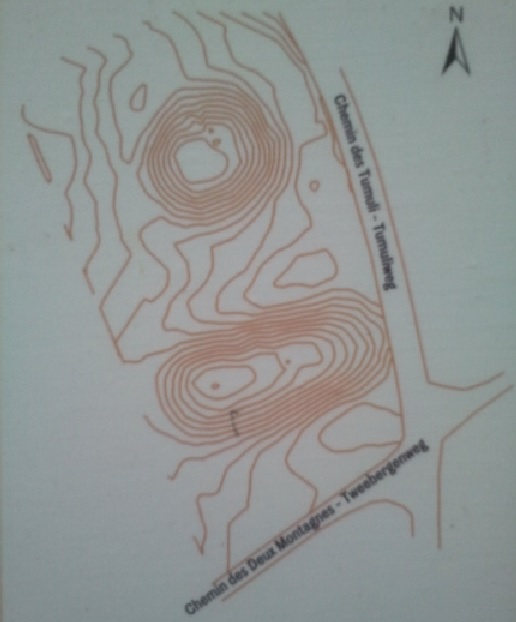
Kaartje met het reliëf van de grafheuvels
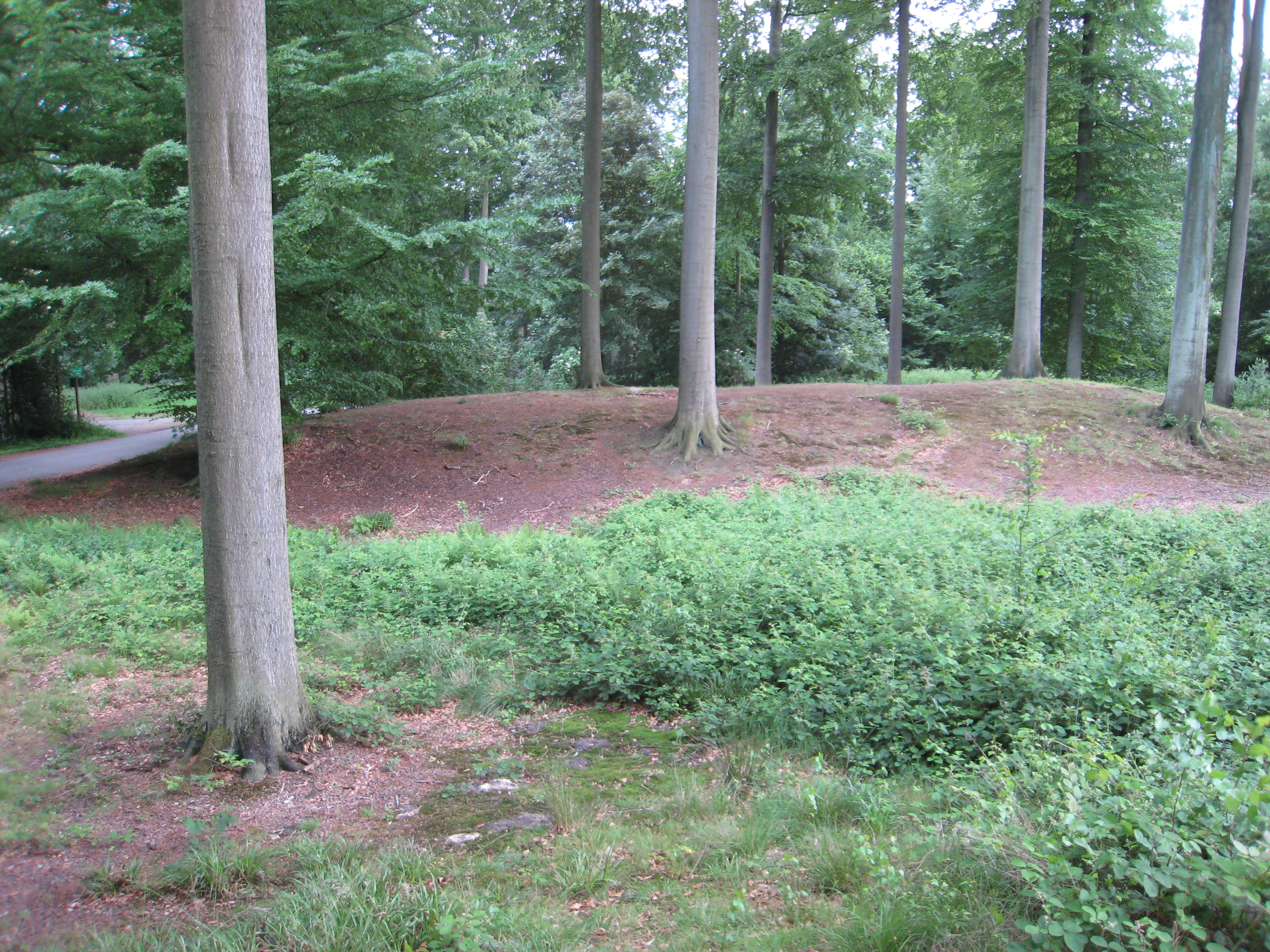
De grafheuvels in 2009, met begroeiing
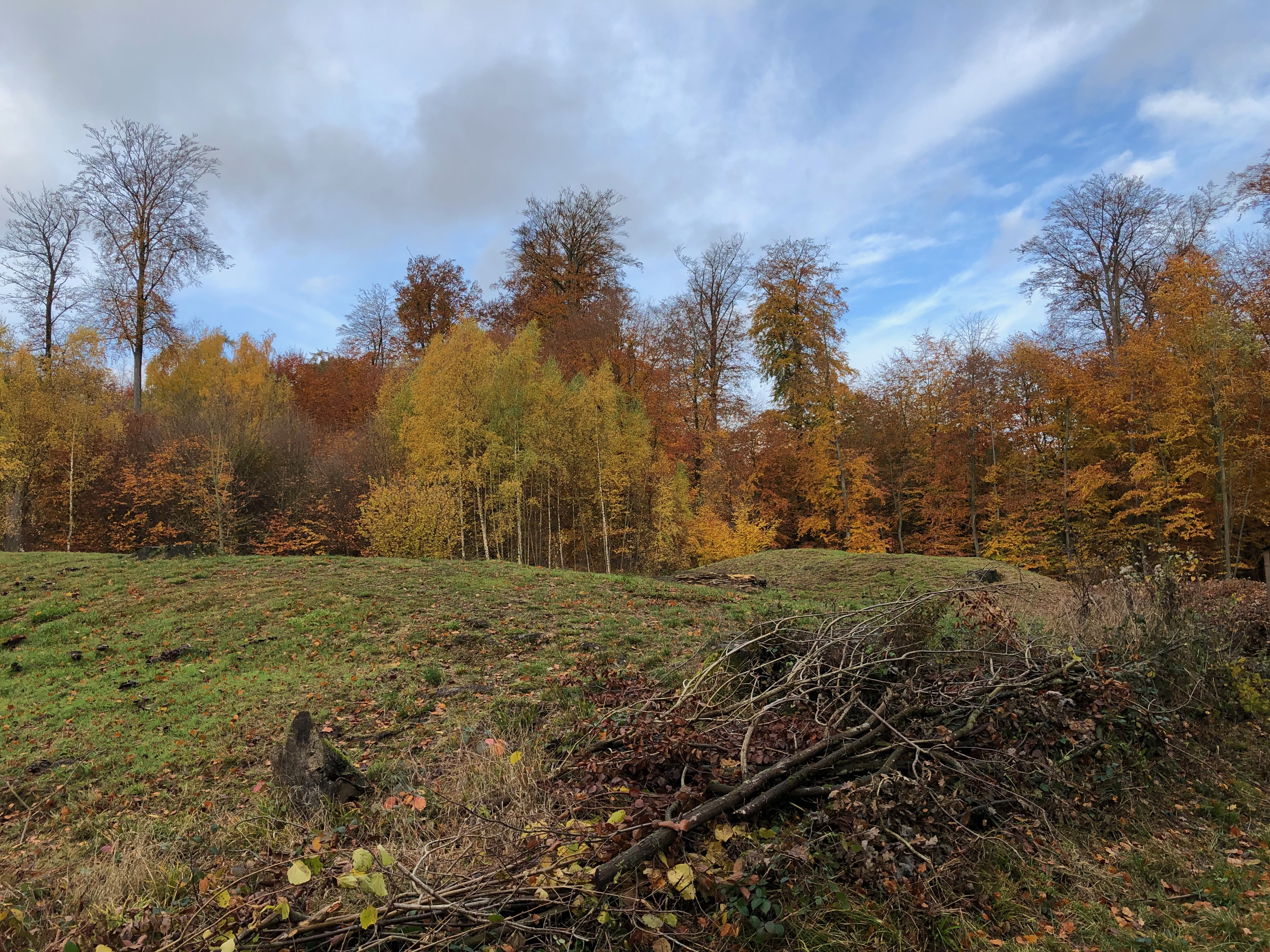
De grafheuvels na het verwijderen van de begroeiing
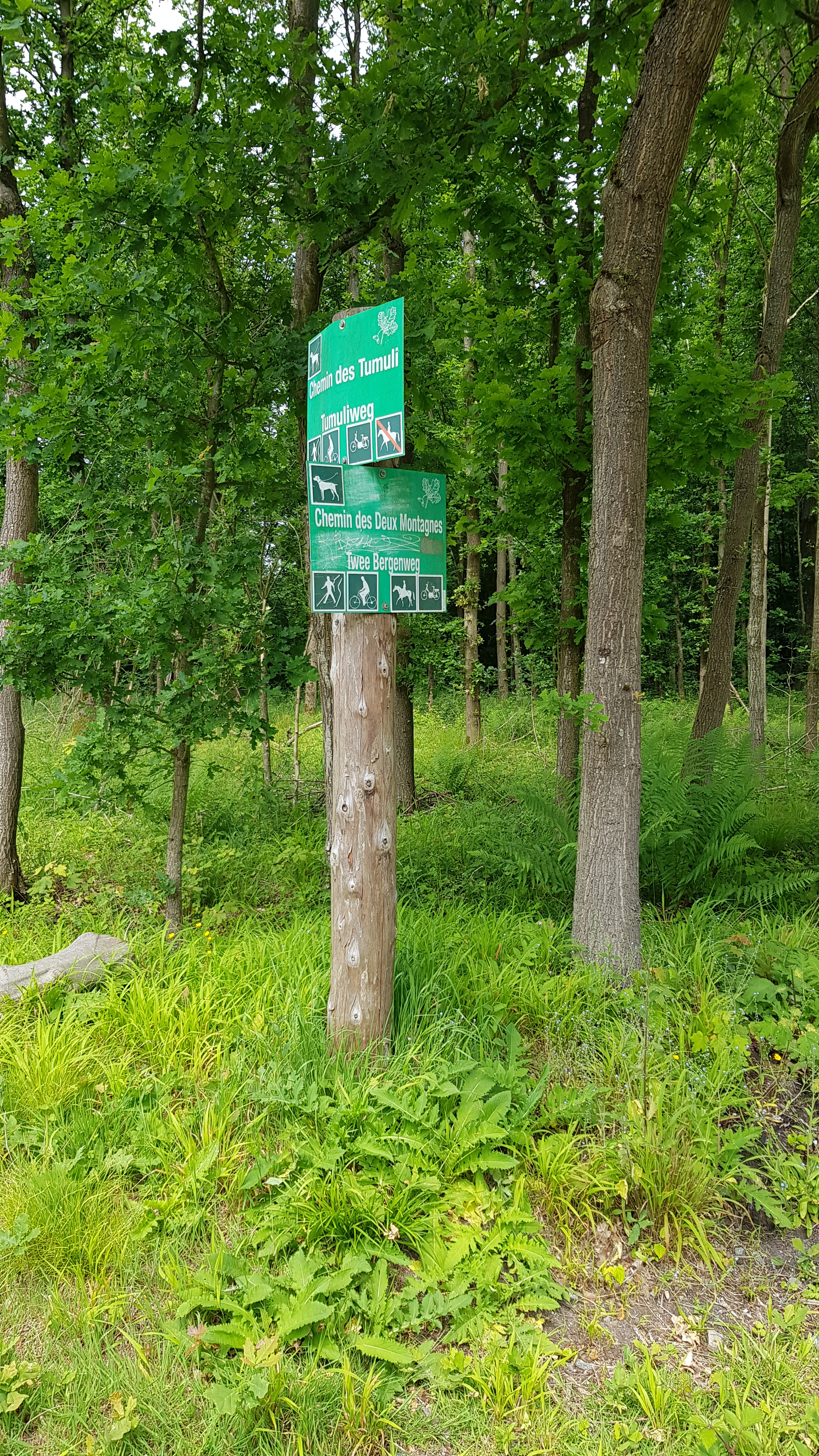
Bordje aan de kruising van de Tumuliweg met de Tweebergenweg